# بارك سونج-مين
بارك سونج-مين (هانغل: 박성민) هو لاعب كرة الريشة كوري الجنوبي، ولد في 12 مايو 1990 في إنتشون في كوريا الجنوبية.

## وصلات خارجية
- بارك سونج-مين على موقع BWF.tournamentsoftware.com (الإنجليزية)
- بارك سونج-مين على موقع BWFbadminton.com (الإنجليزية)